# انیاتی
انیاتی (به اسپانیایی: Oñate) یک دهستان در اسپانیا است که در Debagoiena واقع شده‌است. انیاتی ۱۰۷٫۳۱ کیلومتر مربع مساحت و ۱۱٬۳۴۸ نفر جمعیت دارد و ۲۳۰ متر بالاتر از سطح دریا واقع شده‌است.

## خواهرخوانده
شهر گوادالاخارا، خالیسکو خواهرخواندهٔ انیاتی هست.